# Penacova (Felgueiras)
Penacova is een plaats (freguesia) in de Portugese gemeente Felgueiras en telt 1135 inwoners (2001).